# 大道寺きら
大道寺 きら（だいどうじ きら、 Kira Daidohji）は、悠紀エンタープライズ開発の2D対戦型格闘ゲーム『アルカナハート』シリーズに登場する架空の人物。
担当声優は綱掛裕美。

## キャラクター設定

### 『1』『FULL!』
きらは、10歳にして聖霊物理学の博士号を取得した天才少女。性格は傲慢かつ尊大で、本気で世界征服を画策している。しかし現在は、日本に帰国した所為で小学校に通っている。その憂さを晴らす為に「365日でできる世界征服」を立案し、電波塔と宗教施設をターゲットとして行動を開始する。
戦闘ステージは、練馬遊園地・HYPER PORIS。アルカナフォース時は水中の様になり、首長竜やシーラカンスや巨大な蛸の聖霊が現れる。

### 『2』
前作で結局未遂に終わった世界征服計画の存在を知られてしまったために、聖霊庁に危険因子として身柄を拘束され、多くの罪状を言い渡されてしまう。そこで「関東各地を襲う聖霊事変の解決」を条件に罪状を不問にする司法取引を持ちかけられ、受けるハメになる。

### 『3』
日本での聖霊災害対策として新しく設立された聖霊庁ローゼンベルク支部に、親友にしてライバルの華明芳とキャサリン京橋が招致されたのにもかかわらず自分が呼ばれなかったことに腹を立てており、日本各地を襲う次元の歪みへの対処と同時に仕返しをも目論んでいる。 

## 人物
見た目は猫耳のようなクセっ毛の有る黒いショートヘアーの少女で、アメリカに居た時には飛び級制度で10歳にして大学まで行き、博士号まで取得している天才児。聖霊物理学の分野ではエーテル伝導液の発明により「エーテル伝導体の母」と賞賛されているが、本人は年齢的にそう呼ばれる事は不本意のようだ。また、日本では飛び級制度が認められなかったため、小学校に通っているが授業の低レベルぶりに辟易している。性格は、天才が故に尊大かつ傍若無人なもので「苦手な物などあるわけが無い」と常時断言している。そのため、自分以下と認識した相手には見下した態度をとるが、自分と互角または対等と認めた相手には比較的素直に接する。一人称は大抵「私」だが、時々「きら様」も用いる。「他人に媚びなければ生きていけないもの」という認識で犬とメイドが嫌い。自覚はしていないが字が下手で、誤字を指摘されても屁理屈を捏ねて認めたがらない。エンディングに挿入されるムービーから察すると、夜尿症の気がある。
服装に関しては、常にスクール水着のみを着用して、赤いランドセルを背負っている。基本的にはスクール水着のみだが、学校に行く時等、時々スクール水着の上に白衣を羽織っていることがある。本人曰く「機能的兼フォーマルな装い」とのこと。

### スライム
きらが戦闘時に一体となり、意思と連動して形状を変化させて様々攻撃を繰り出すスライム。白い鉢巻をしており、きらと一体となっていないときには目と口が現れ様々な表情を浮かべる。エーテル伝導液で出来ており、多少の自我を持っているのか、時間切れ敗北時にはきらに蹴られて恍惚の表情を浮かべる。世界中に1体しか居ない為に「名で区別する意義がない」との理由から名前を与えられていない。

## キャラクターの特徴
戦闘時にスライムと一体化するため、本人の身長とは裏腹にシルエットは非常に大きく、スライムの体躯を活かした打撃と投げを駆使する。ゲーム上ではいわゆる投げキャラの要素を持ち、「きら様ドライバー」をはじめとする高威力のコマンド投げを持つが、ループ系空中コンボの破壊力も高く、投げ一辺倒ではないバランスの取れたパワーキャラとなっている。大型キャラ・パワーキャラの常としてくらい判定が大きく動きも遅いため、いかに相手の攻めをさばき、相手に近付くかという点が戦う上での焦点となる。
なお、『2』ではループ系空中コンボが使えなくなったため、投げキャラとしての要素が強まった。

## 技の解説

### 必殺技
きら様ドライバー
相手を掴み、回転しつつ宙に飛び上がった後に叩きつける投げ技。有り体に言えばスクリューパイルドライバーである。A - Cの順に威力が上がるが、代わりに投げ間合いは狭くなる。
フライングきら様ドライバー
「きら様ドライバー」の空中版で、空中で相手を掴んでそのまま落下し相手を地に叩きつける。地上版と異なり、ボタンによる威力・投げ間合いの変化はなく、どのボタンで出してもCボタン版「きら様ドライバー」と同程度の投げ間合いになる。
大道寺バンカーバスター
一定距離を前進し、投げ間合いに入ると相手を掴んで飛び上がり、相手を地に叩きつける。移動投げであり、A - Cの順で移動距離が伸びる。
『3』からはAがその場で、Bがステップ2回分ほど、Cがステップ3回分ほどの距離を移動する仕様になった。Aは移動しない代わりに、構え最中に相殺判定が付いている。
脳天直撃バックドロップ
「大道寺バンカーバスター」からの派生技で、地に叩きつけた相手をさらにバックドロップを仕掛ける。威力は増加するが、左右の位置が入れ替わるため、画面端近辺で使うときら側が画面端に追い詰められてしまう欠点がある。
江古田式ロケット砲
空中の相手を掴み、画面端に向けて投げ飛ばす。一見すると対空投げに見えるが、打撃投げであるためガード可能。投げた相手は画面端にぶつかった後に跳ね返り、『Full!』まではA - Cの順に跳ね返り距離が伸びる。跳ね返ってきた相手には追撃が可能。
江古田式グレネード
空中の相手を掴み、強引に地に叩きつける。「江古田式ロケット砲」と同じく打撃投げであり、こちらは復帰不能のダウンを奪う。『Full!』まではボタンによる違いはなく、技後はほぼ五分の状況になる。
『3』では相手を地面に降ろし、強制的に立ち状態にした後は密着かつきら側が若干有利という状況だが、最速でコマンド投げを入力するとスカってしまう仕様に変更されている。なお、対エルザ・ラ・コンティのみ、何故かエルザ側が有利。
江古田式ランドマイン
『2』で追加された技。空中の相手を掴み、相手を地面に叩き付けて垂直に高くバウンドさせる。「江古田式グレネード」や「江古田式ロケット砲」と同じく打撃投げ。相手はほぼ画面の上端ちかくまで跳ね上がり、そこを追いかけて追撃が可能。
江古田式クラスター
『3』で追加された技。別名「猫だまし」。小さく前方にジャンプしながら、正面に猫だましのように両手を打つ。実際きら自身が技中に「猫だまし!」と言う。ヒットした相手は少し浮くため、状況やボタンによっては追撃が可能。

### 超必殺技
アルマゲドンバスター
「きら様ドライバー」の強化版。2連続バックドロップから「大道寺バンカーバスター」につなげ、さらに「きら様ドライバー」と同様に飛び上がり、関節を極めながら降下する。発生が早く、全体力の4割ほどを奪う強力な投げ技。技終了時に水着のズレを直す演出が入る。
フライングアルマゲドン
「アルマゲドンバスター」の空中版。「フライングきら様ドライバー」と同様の動作から、「アルマゲドンバスター」の最後の関節極めにつなぐ。発生・威力ともに「アルマゲドンバスター」と同様であり、対投げ無敵判定がついている。

### クリティカルハート
ラストアルマゲドンドロップ
『2』から登場。相手を投げ上げてから地面に叩きつけ、スライムごとのしかかって押しつぶす大技。成功すれば体力ゲージの七割近い大ダメージを与える一発逆転技だが、発動の難度は非常に高く、格闘ゲームでは史上初となるレバーの三回転を成功させる必要がある。

## 契約アルカナ
“大海を統べる古代魚” 水のアルカナ ニプトラ（Niptra）
牛のような角と羽のような鰭を持つ古代魚。他のアルカナとは比較にならない程のとてつもない巨体を誇る。まだ陸が存在しなかった遥かな古代から、転生を繰り返すうちに知恵と意思を持ち聖霊化した存在。寿命の概念から外れた事で退屈していた中、世界征服を企むきらに興味を示し、気まぐれで力を貸す契約を結んだ。

### 属性効果
カデュス
溜め成立攻撃の硬直が長くなり、ガードクラッシュが不可能になる。

### アルカナ必殺技
カドュス
ヒット、ガード時の相手の硬直が長くなる。
プルヴィア
自分の周囲に最大3個まで水の結晶を出すことが出来る。相手の攻撃判定と水の結晶が重なったときに限り、優先して水の結晶が攻撃を受け止めてくれる。（後ろの場合は後ろの攻撃と水の結晶が重なった場合のみ）
スティリア
「プルヴィア」を出しているときのみに使える技。その場に「プルヴィア」を出せる。
カタラクタ
「スティリア」を出しているときのみに使える技。水の結晶を犠牲にして、その場に滝のような物を出して攻撃。

### アルカナ超必殺技
ニトルム
相手を泡で包み込み、一定時間後に破裂させてダメージを与える投げ技。発生が早いが、出した後の隙は大きい。投げが成立した後は壁に相手をぶつける。
プレプルヴィウム
自分の周囲に「プルヴィア」を3つ出すことが出来る。

### アルカナブラスト
ニンバス
通常技ヒット時の硬直が長くなる。

### アルカナフォース
プグナクルム
削りダメージを無効化することが出来る。相手がサルヴァーチの「スヴィチーリシシイ」の効果を得ていた場合は、その効果を打ち消す。

### アルカナブレイズ
レグヌム
ニプトラが出現してキャラクターを飲み込み、画面全体が水に飲み込まれる。相手の動きがスローになり、簡単にガードが崩せるようになるが、効果が終わるまでダメージ補正が高くなる。

## その他
- きらと美凰の開発者の華明芳は、アメリカ時代の同僚であり互いを認め合う良きライバル同士。きらも美凰の構造を知っているため、劇中では彼女のメンテナンスを行ったりしている。美凰のエンディングでは、明芳の口車に乗せられ美凰の新素体開発に協力させられる羽目になる。
- きらの契約アルカナであるニプトラは、全アルカナ中最大の大きさを誇っている（『2』現在）。二番目に大きいオホツチと比較しても、10倍近くの差をつけている。
- ゲーム雑誌『アルカディア』で実施された稼動前人気投票では、4位に入る。